# Deltaplan voor het Cultuurbehoud
Het Deltaplan voor het Cultuurbehoud was een rijkssubsidiebeleid om de achterstand in behoud en beheer van de Nederlandse erfgoedinstellingen (musea, bibliotheken en archieven) in te lopen.
De subsidie werd beschikbaar gesteld van 1990 tot 1994. De subsidieregeling werd daarna met vier jaar verlengd tot 1998. Het Deltaplan voor Cultuurbehoud is een belangrijke schakel geweest in de ontwikkeling van een museaal rijksbeleid dat voornamelijk op de rijkscollectie en rijksmusea was gericht naar een bestelbeleid, dat het gehele museale veld bestrijkt. In de nota Kiezen voor Kwaliteit, waarmee minister van WVC Hedy d'Ancona het Deltaplan voor het Cultuurbehoud in de Tweede Kamer introduceerde, wordt voor het eerst de term 'collectie Nederland' gebruikt om het geheel van het openbaar kunstbezit aan te duiden, ongeacht de eigenaar.
Vanuit het toenmalige Ministerie van Welzijn, Volksgezondheid en Cultuur kwam de minister initieel met drie stukken: een Plan van aanpak (juni 1990), een inventarisatie (Bedreigd cultuurbezit (december 1990) en een uitvoeringsverantwoording (Vechten tegen verval, 1991).

## Deltaplancategorieën
Om de subsidieaanvragen te kunnen beoordelen zijn categorieën of criteria ontworpen waarmee een collectie gewaardeerd kan worden. Een collectie diende in categorie A te vallen om in aanmerking te komen voor Deltaplansubsidie.

### Categorie A
Bij objecten of deelcollecties die behoren tot categorie A gaat het om voorwerpen die binnen de doelstelling
van het museum en het geheel van het Nederlandse museale en verspreide cultuurbezit onvervangbaar en
onmisbaar zijn. In het algemeen zullen dergelijke objecten te vinden zijn in de vaste opstelling.
1. Het object is een unicum, holotype, paratype of prototype: «ijkwaarde» (bijvoorbeeld een gedateerd en
gesigneerd beeld van Jan van Steffenweerd). Wetenschappelijke beschrijvingen zijn op dit object gebaseerd;
het is het exemplaar dat bij de beschrijving van een species is gebruikt. Bij het hanteren van dit criterium
moet men voor kunstvoorwerpen streng zijn met het gebruik van het begrip “uniek” dat immers in de
kunsthistorische literatuur weinig onderscheidend is.
2. Het object toont een essentiële fase/omwenteling in het oeuvre van een kunstenaar, van een school of
stijl of van een ontwikkeling in een wetenschap: «schakelwaarde» (bijvoorbeeld de Sphinx van Toorop, de
microscoop van Van Leeuwenhoek, het slingeruurwerk van Huygens. Men kan hierbij denken aan het eerste
werk waarin een kunstenaar een nieuwe richting inslaat, aan kunstwerken waarvan de opdracht bekend is,
zodat zij in tijd of ruimte geplaatst kunnen worden, alsmede aan kunstwerken met een nieuwe iconografie.
3. Het object legt een relatie met een bijzondere gebeurtenis in de geschiedenis, het is een duidelijke herinnering
aan personen of gebeurtenissen die voor de Nederlandse of internationale geschiedenis van overtuigend belang
zijn: «symboolwaarde». Een duidelijk voorbeeld hiervan is de verzameling Oranjeportretten van de Stichting
Oranje Nassau, of de hamer van Sint-Maarten. Bij dit laatste criterium kunnen uiterlijk en esthetische beleving
van het object een volstrekt ondergeschikte rol spelen (De Hartog schotel).
Deze criteria komen overeen met de criteria zoals die gehanteerd worden bij de Wet tot Behoud van Cultuurbezit.
Met een juiste beschrijving van categorie A omlijnt men dus de top van het Nederlandse cultuurbezit, voor zover
dit afzonderlijke objecten betreft die van nationaal belang worden geacht.
Het hanteren van deze criteria is eenvoudiger voor individuele voorwerpen dan voor deelcollecties. Binnen
deelcollecties zullen zich immers regelmatig voorwerpen bevinden die individueel niet voldoen aan categorie
A (zie ook hieronder bij 6).
Het kan zijn, dat de waarde van de deelcollectie als ensemble het predicaat A verdient, ondanks de
aanwezigheid van voorwerpen uit de categorie B of zelfs C. De waarde van het ensemble overstijgt dan de
waarde van de som der delen. Voorbeelden van deelcollecties die hieronder vallen zijn: de collectie Delfts
blauw in het Rijksmuseum (schakelwaarde), de Sieboldcollectie in het SieboldHuis (symboolwaarde), de
Timorcollectie in het Rijksmuseum voor Geologie en Mineralogie (ijkwaarde). Enkele voorbeelden buiten de
rijksmusea zijn: de schilderijen van Frans Hals in het Frans Halsmuseum (schakelwaarde), de muziekinstrumenten in het Haags Gemeentemuseum, de insectencollectie ‘ de Wever’ in het Natuurhistorisch
Museum te Maastricht (ijkwaarde, vanwege de verscheidenheid aan typen). In veel, wellicht de meeste,
gevallen zal binnen de deelcollectie echter een onderscheid gemaakt kunnen worden tussen A, B, C en
eventueel D door middel van een procentuele indeling in categorieën.

### Categorie B
4. Het object wordt dikwijls getoond in tijdelijke opstellingen: «presentatiewaarde». Hieronder vallen ook
voorwerpen die wellicht niet een grote kunst- of cultuurhistorische of wetenschappelijke waarde hebben,
maar wel een hoge «attractiewaarde». Hierbij kan bijvoorbeeld gedacht worden aan The Busy Drone, een
orgel in het Stedelijk Museum te Amsterdam, of het Doelo geraamte uit Delft.
5. De herkomst van het object is belangrijk/schept bepaalde verplichtingen: «genealogische waarde». Hieronder
zullen bijvoorbeeld ook aankopen van eerdere directeuren kunnen vallen, die vaak vanuit een geheel andere
visie zijn gedaan. Men denke bijvoorbeeld aan de koloniale herkomst van het bezit van volkenkundige musea,
of de Bleulandcollectie te Utrecht.
6. Het object vormt een onderdeel van een ensemble, dat in zijn geheel of voor een belangrijk deel aan
bepaalde criteria voldoet, waaraan het object sui generis niet zou voldoen: «ensemblewaarde», bijvoorbeeld
de regentenportretten in het Amsterdams Historisch Museum.
7. Het object is drager van belangrijke gegevens die niet in bovengenoemde criteria vervat zijn: «documentatiewaarde». Bij deelcollecties kan hier bijvoorbeeld gedacht worden aan topografische atlassen en aan  archeologische collecties. Voor verschillende soorten musea kan de zwaarte van bepaalde criteria uiteenlopen of moeten de criteria op andere wijze worden geïnterpreteerd en gehanteerd. Cultuurhistorische musea bevatten vaak ensembles
met een hoge genealogische waarde, terwijl ook presentatiewaarde daar een grote rol kan spelen.
Voor de natuurhistorische musea geldt dat het verificatie-criterium van groot belang is: men moet gepubliceerde informatie kunnen toetsen en verifiëren. Documentatiewaarde en verificatie spelen ook bij archeologische collecties een grote rol. Niettemin zal het criterium documentatiewaarde als zodanig in principe onvoldoende zijn om een object of deelcollectie in categorie B te plaatsen. Dan zal ten minste nog een criterium uit B op het object of de deelcollectie van toepassing moeten zijn.

### Categorie C
Onder categorie C vallen voorwerpen die niet voldoen aan een van de criteria van categorie A of aan één of
meerdere (in geval van B7) van categorie B. Voorwerpen die in categorie C worden geplaatst beantwoorden
wel altijd aan de doelstelling van het museum. In het algemeen zullen deze voorwerpen onder goede
omstandigheden voor passieve conservering in het statisch depot bewaard moeten worden. Ze kunnen
echter ook in bruikleen worden gegeven aan derden, of worden afgestoten (vervreemd, vernietigd).
In het laatste geval moet men zich afvragen in hoeverre documentatie (omschrijving, foto, beeldplaat) een
object kan vervangen. Afstoting door verkoop brengt alleen belangrijke opbrengsten op bij bepaalde
(kunst)voorwerpen. Een oneigenlijk criterium voor de laagste categorie zou zijn, dat de restauratie
onevenredig duur is (bijvoorbeeld vlaggencollecties). Deze voorwerpen moeten “in de mottenballen”
gelegd worden, maar wel tot categorie A of B blijven behoren.

### Categorie D
Deze categorie bevat objecten die het best als “rariteiten” of “requisieten” omschreven kunnen worden. Het
gaat hier om voorwerpen die nimmer als museaal object geïnventariseerd hadden mogen worden, omdat ze
weinig tot geen culturele waarde vertegenwoordigen. Dergelijke voorwerpen kunnen soms een rol vervullen
ter ondersteuning van de presentatie. Wanneer dat niet het geval is, zou de collectie van deze voorwerpen
geschoond moeten worden (door vervreemding of vernietiging).
Daarnaast worden in categorie D voorwerpen of collecties ondergebracht, die niet passen binnen de
doelstelling van het museum, maar wel een (soms grote) culturele waarde hebben. Zij komen in aanmerking
voor ruil, bruikleen of in laatste instantie vervreemding.

### Ontzamelen
Door de Deltaplancategorie D werd voor het eerst officieel erkend dat musea voorwerpen of collecties bezitten die niet passen in de doelstelling van het museum en daarom in aanmerking komen voor ruil, bruikleen of in laatste instantie vervreemding. Om het vervreemden van voorwerpen door musea, in de museale praktijk in de regel ontzamelen, afstoten of herbestemmen genoemd, op een zorgvuldige, verantwoorde en transparante wijze te kunnen uitvoeren heeft het Instituut Collectie Nederland in samenwerking met de Nederlandse Museumvereniging de Leidraad voor het Afstoten van Museale Objecten (Lamo) opgesteld.

## Publicaties
- Kiezen voor kwaliteit. Beleidsnota over de toegankelijkheid en het behoud van het museale erfgoed. 's-Gravenhage, Ministerie van Welzijn, Volksgezondheid en Cultuur, 1990.   (Tweede Kamer, vergaderjaar 1990-1991, 21 973, nr. 1-2)
- Deltaplan voor het cultuurbehoud. Onderdeel: plan van aanpak achterstanden musea, archieven, monumentenzorg, archeologie. Rijswijk, Ministerie van Welzijn, Volksgezondheid en Cultuur, 1990. ISBN 9034622843
- Deltaplan voor het cultuurbehoud. Bedreigd cultuurbezit. Inventarisatie van achterstanden in collectiebeheer en -behoud bij musea en rijksarchieven. (3 delen) Rijswijk, Ministerie van Welzijn, Volksgezondheid en Cultuur, 1990.  (Tweede Kamer der Staten-Generaal, Vergaderjaar 1990-1991, I)
- Vechten tegen verval. De uitvoering van het Deltaplan voor het Cultuurbehoud. Bedreigd cultuurbezit. Ministerie van Welzijn, Volksgezondheid en Cultuur, 1990. (Tweede Kamer, vergaderjaar 1991-1992, 21.965, nrs. 6-7). ISBN 903990166X
- Leidraad voor het afstoten van museale objecten. Instituut Collectie Nederland, 2006 pdf